# Carteriospongia pennatula
Carteriospongia pennatula är en svampdjursart som först beskrevs av Jean-Baptiste Lamarck 1813.  Carteriospongia pennatula ingår i släktet Carteriospongia och familjen Thorectidae. Inga underarter finns listade i Catalogue of Life.